# 미야자키다이역
미야자키다이역(일본어: 宮崎台駅, みやざきだいえき)은 일본 가나가와현 가와사키시 미야마에구에 있는 도쿄 급행 전철의 역이다. 역 번호는 DT12이다.

## 역사
- 1966년 4월 1일: 영업 개시.
- 2003년 3월 21일: "전철과 버스의 박물관"이 다카쓰 역 고가시타에서 당역 부근으로 이전 개관.
- 2006년 4월: 1번 승강장에 대합실 설치.

## 역 구조
상대식 승강장 2면 2선의 지상역이다. 언덕 중간에 위치하여 가지가야 쪽의 가장자리는 고가, 미야마에다이라 쪽의 가장자리는 수로이다. 상하행선 각 승강장과 개찰구 층 사이에는 엘리베이터와 에스컬레이터가 설치되어 있다.
2007년 봄, 개찰구 층(1번 승강장의 엘리베이터 부근)에 화장실이 신설되었고, 다기능 화장실도 설치되어 있다. 한편, 역사 밖에 기존에 설치된 가와사키 시 관리의 공중 화장실은 동년 5월 20일에 폐쇄되었다.

### 승강장
| 번호 | 노선        | 방향 | 행선                                                                |
| ---- | ----------- | ---- | ------------------------------------------------------------------- |
| 1    | 덴엔토시 선 | 하행 | 사기누마・나가쓰타・주오린칸 방면                                   |
| 2    | 덴엔토시 선 | 상행 | 후타코타마가와・시부야・ 한조몬 선 오시아게・ 도부 선 가스카베 방면 |

## 역 주변
- TSUTAYA 미야자키다이 역전점
- 전철과 버스의 박물관
- 가와사키 시립 청소년의 집
- 도큐 스토아 미야자키다이점
- 가와사키 시립 미야자키 초등학교
- 가와사키 시립 미야자키 중학교
- 도라노몬 병원 분원
- 가와사키 마기누 우체국
- 국도 제246호선
- 일본화물철도(JR화물) 가지가야 화물 터미널 역[1]

## 인접역
| 도쿄 급행 전철 덴엔토시 선 | 도쿄 급행 전철 덴엔토시 선 | 도쿄 급행 전철 덴엔토시 선        |
| -------------------------- | -------------------------- | --------------------------------- |
| DT11 가지가야 시부야 방면  | ■ 각역정차                 | 미야마에다이라 DT13 주오린칸 방면 |